# Clematis hilariae
Clematis hilariae är en ranunkelväxtart som beskrevs av S. Kovalevsk.. Clematis hilariae ingår i släktet klematisar, och familjen ranunkelväxter. Inga underarter finns listade i Catalogue of Life.